# Downstream (Softwareentwicklung)
Downstream ist ein Begriff aus der verteilten Softwareentwicklung (häufig Open Source) und bezeichnet die Richtung eines Patches weg von den ursprünglichen Entwicklern oder Betreuern der Software.
Beispielsweise wird den Entwicklern oder Betreuern eines abgespalteten Softwareprojekts (Fork) ein nachgeschalteter Patch angeboten. Wenn er dort akzeptiert wird, werden dessen Entwickler oder Betreuer den Patch in einem zukünftigen Release in ihren abgespalteten Softwareprojekt aufnehmen.
Komplementär dazu beschreibt Upstream die Gegenrichtung. Siehe ebendort für einen Patch, der an das ursprüngliche Entwicklungsteam gesendet wird.